# Rhade (langue)
Cet article concerne la langue rhade. Pour le peuple, voir Rhade.
Le rhade (ou rade, rde) est une langue austronésienne parlée au Viêt Nam. C'est une des langues de la branche des langues chamiques.

## Phonologie

### Voyelles
|         | Antérieure | Centrale | Postérieure |
| ------- | ---------- | -------- | ----------- |
| Fermée  | i [i]      | ɨ [ɨ]    | u [u]       |
| Moyenne | e [e]      | ə [ə]    | o [o]       |
| Ouverte | ɛ [ɛ]      | a [a]    | ɔ [ɔ]       |

### Consonnes
|              |              | Bilabiales | Alvéolaires | Alvéolaires | Palatales | Vélaires | Glottales |
| ------------ | ------------ | ---------- | ----------- | ----------- | --------- | -------- | --------- |
| Centrales    | Latérales    | Bilabiales |             |             | Palatales | Vélaires | Glottales |
| Occlusives   | Sourde       | p [p]      | t [t]       |             |           | k [k]    | ʔ [ʔ]     |
| Occlusives   | Aspirée      | ph [pʰ]    | th [tʰ]     |             |           | kh [kʰ]  |           |
| Occlusives   | Sonore       | b [b]      | d [d]       |             |           | g [g]    |           |
| Occlusives   | Injective    | ɓ [ɓ]      | ɗ [ɗ]       |             |           |          |           |
| Fricative    | Sourde       | f [f]      | s [s]       |             |           |          | h [h]     |
| Fricative    | Sonore       |            | z [z]       |             |           |          |           |
| Affriquée    | Sourde       |            |             |             | c [tʃ]    |          |           |
| Affriquée    | Aspirée      |            |             |             | ch [tʃʰ]  |          |           |
| Affriquée    | Sonore       |            |             |             | j [dʒ]    |          |           |
| Affriquée    | Pré-glott.   |            |             |             | ʔj [ʔdʒ]  |          |           |
| Nasale       | Nasale       | m [m]      | n [n]       |             | ñ [ɲ]     | ŋ [ŋ]    |           |
| Liquide      | Liquide      |            | r [r]       | l [l]       |           |          |           |
| Semi-voyelle | Semi-voyelle | w [w]      |             |             | y [j]     |          |           |

### Sources
- (en) Thurgood, Graham, From Ancient Cham to Modern Dialects. Two Thousand Years of Language Contact and Change, Oceanic Linguistics Special publications n°28, Honolulu, University of Hawai'i Press, 1999  (ISBN 0-8248-2131-9)